# Empis anthracina
Empis anthracina är en tvåvingeart som beskrevs av Jacques-Marie-Frangile Bigot 1888. Empis anthracina ingår i släktet Empis och familjen dansflugor. Inga underarter finns listade i Catalogue of Life.